# 文化圈
文化圈是一個與文化相關的地域名詞，多側重「歷史發展」與「地域統合」。

## 與「文化區」的分別
「文化圈」的概念與另一個類似的概念「文化區」的意思並不盡相同。一般而言，「文化圈」概念著重「歷史發展」與「地域統合」，而「文化區」較著重地理概念。

## 概念的由来
德国民族学家莱奥·弗洛贝纽斯是最早提出“文化圈”（Kulturkreis, Culture Circles）的概念之學者，同是德国人的弗里茨·格雷布内尔（Fritz Graebner,1877-1934）对“文化圈”做了系统的从理论到方法的论述。简单地说，所谓“文化圈”，就是根据一定数量的特定的文化特质（5到20个）对文化所进行的圈层划分。格雷布内尔把澳大利亚和大洋洲地区分为6至8个独立的文化圈，分别是：（1）塔斯马尼亚文化圈，（2）古澳洲文化圈，（3）图腾文化圈，（4）东巴布亚文化圈，（5）美拉尼西亚文化圈，（6）原始波利尼西亚文化圈，（7）新波利尼西亚文化圈，（8）印度尼西亚文化圈。